# Радивој Остојић Котроманић
Радивој (Томаш) Остојић Котроманић је био кнез који је као османлијски претендент био непризнати краљ Босне (1433—1435). Рођен је као ванбрачни син Стефана Остоје (прва владавина 1398—1404, друга владавина 1409—1418) и био је директно умешан у збивања у држави од `30 година XV века, па све до њене коначне пропасти у јуну 1463. године. Као сарадник Стефана Томашевића (деспот Србије 21.03. 1459 — 20.06. 1459, краљ Босне (10.07. 1461—јун 1463), учествовао је у његовом постављању за деспота Србије 01.04. 1459. године, предаји Смедеревског Града Османлијама 20.06. исте године и предаји утврђеног Кључа крајем јуна 1463. године, након чега је и поред гаранција да може слободно да оде, одмах погубљен. Иако се у историјским изворима могу наћи директне оптужбе савременика да је продао Смедерево и српску Деспотовину Османлијама, као и да је са братанцем отровао свог брата и краља Стефана Томаша (1443—1461), сматра се да је то одраз ондашњих политичких прилика.

## Биографија

### Владавина краљевином Босном
Радивој је рођен у Јајцу око 1410. године, као ванбрачни син краља Остоје кога је 29.05. 1445. године озаконио сам Папа. О његовој младости нема података, али је извесно да се почетком `30 година XV века нашао у Османској империји од чијег је султана Мурата II (1421—1451) добио подршку за преузимање власти у краљевини Босни и протеривање краља Твртка II (прва владавина 1404—1409, друга владавина 1421—1443), тако да се претпоставља да је на њега мислио Бетрандон де ла Брокијер приликом помињања извесног велможе из краљевине Босне који је од султана тражио помоћ да би повратио краљевину која му припада.
Повод за ову османлијску помоћ, лежи у Твртковој одлуци да се удаљи од Османске империје стварањем двојног вазалства његове краљевине, како према Османлијама, тако и према краљевини Мађарској по узору на статус Српске деспотовине. Борбе са деспотом Стефаном (кнез 1389—1402, деспот 1402—1427) око Сребренице 1425. године довеле су га у сукоб са њим, а потом и са његовим наследником Ђурђем (1427—1456). Закључивање уговора 1427. године са Жигмундом Луксембуршким (1387—1437) да ће га у случају да умре без мушких потомака наследити гроф Херман I Цељски, створила је снажну опозицију краљу Твртку II у самој краљевини Босни.
Тако је Радивој уз османлијску војску, уживао и директну подршку најмоћнијих локалних владара деспота Ђурђа, великог војводе Сандаља Хранића Косаче (1393—1435) и кнеза Радослава Павловића. Он је успео да сузбије краља Твртка II који се повукао у краљевину Мађарску и преузео контролу над источном Босном и Хумом. Међутим, он није успео да добије подршку властеле, због чега никада није признат као званични краљ, а већ наредне године су Мађари продрли у краљевину Босну, заузели Ходидјед и потиснули Османлије. Његову краткотрајну владавину, окончала је смрт Сандаља Хранића (15.03. 1435) која је покренула сукобе Павловића и Косача чиме је Радивој изгубио сваки ослонац у држави тако да исте године препушта власт Твртку II који се у мају враћа из Мађарске и преузима власт.

### Краљ Стефан Томаш
Радивој се поново нашао у сукобу око престола, након Тврткове смрти средином 1443. године, када је босанска властела за новог краља изабрала његовог брата Томаша. Њега је тада подржао војвода Стефан Вукчић Косача (1435—1466), али су без војне помоћи Османлија услед Хуњадијеве Дуге војне, били немоћни. Иако се сам Радивој вероватно врло брзо измирио са братом, Вукчић је остао непријатељски настројен према новом краљу, што је довело до отвореног рата између њих двојице 1444. године.
Сам Радивој је изгледа прихватио католицизам, јер га је папа 29.05. 1445. године прогласио законитим сином краља Стефана Остоје. Он се пре 19.06. 1449. године у Будиму оженио ћерком Николе од Велике Катарином. Том приликом су уговором један другом као поклоне доделили трећину својих поседа, при чему се наводи да се у Радивојевом поседу налазила тврђава Сокол код Грачанице.

### Пад Српске деспотовине
Он се поново нашао на политичкој сцени почетком 1459. године, када је пратио свог братанца Стефана у Смедерево, пошто је он требало да преузме власт над Српском деспотовином у складу са плановима које направили његов отац, Радивојев брат и краљ Босне Стефан Томаш, краљ Мађарске Матија Корвин (1458—1490) и антитуркофилска струја у самом Смедереву на чијем челу су били деспотица Јелена Палеолог и деспот Стефан Бранковић. Иако се млади Стефан Томашевић оженио Јеленом Бранковић (ћерком некадашњег деспота Лазара и Јелене) и преузео власт (01.04.), то није имало претераног ефекта, јер се средином јуна пред Смедеревским Градом појавила османлијска војска, што је практично довело до преврата у самом граду. У таквој ситуацији, Стефан и Радивој су приступили преговорима који су се окончали предајом самог града, њима двојици са породицама је дозвољено да напусте град и врате се у краљевину Босну, док је одред мађарске војске који је са њима стигао у град разоружан и предат Османлијама.
Пад Смедерева без борбе је изазвао право запрепашћење широм Европе у којој су се надали да ће се у Смедереву пружити јуначки отпор попут оног у Цариграду. Због тога су Стефан и његов стриц Радивој оптужени за издају хришћанства и кукавичлук. Међутим деспот Стефан је унапред упозоравао да ће ако на добије тражену помоћ од хришћанских земаља за одбрану Смедерева и Деспотовине бити приморан да преда град Османлијама, али није добио никакву помоћ осим мањег одреда из Мађарске, па чак ни назнаку да помоћ стиже ни са једне стране.
Треба имати у виду да је било јасно и пре предаје, да се Смедерево борбом не може спасити. Први разлог је била јасна бројчана надмоћ османске војске. Други разлог је било постојање туркофилске странке у самом утврђењу која је у неком тренутку опсаде могла да пусти Османлије у град, као што се већ десило у Голубцу који је 1427. године предат Османлијама, иако је требало да буде враћен краљевини Мађарској. Ова странка је додатно ојачала због чињенице да је нови деспот био син краља Босне са којим је постојао сукоб око Сребренице и који је искористио смрт деспота Лазара да преузме 11 тврђава које су се налазиле у саставу деспотовине Србије. Због свега овога деспот Стефан се одлучио да преда град и покуша да пружи отпор Османлијама на неком другом месту и у неком повољнијем тренутку, уместо да покуша да јуначки погине у борби која би се врло вероватно окончала врло брзо издајом и његовим заробљавањем.

### Краљ Стефан Томашевић
Готово две године касније, краљ Босне Стефан Томаш умире 10.07. 1461. године, после краће болести, а на престолу га наслеђује његов најстарији син Стефан. У историјским изворима из тог доба се јављају директне оптужбе на рачун Радивоја и Стефана да су отровали Томаша зарад преузимања власти, али се сматра да су то више одрази политичког погледа аутора тих записа према њима двојици, него одраз правог стања ствари. Нови краљ је са својим стрицем наставио политику свога оца, а покушао је да се повезивањем са јачим факторима у рејону обезбеди од Османлија или барем задобије помоћ у борби која је јасно предстојала.
Његов први потез било је помирење са херцегом Стефаном Косачом са којим су његови претходници били у дугим сукобима, чиме је успео да смири стање у земљи и припреми се за сукоб са Османлијама. Истовремено је склопио савез са крбавским кнезовима против бана Хрватске Павла Сперанчића, који су подржали Млечани и сам херцег, чиме је успео да обезбеди своје западне границе. У односу са папском куријом Стефан је наставио, па чак и продубио, прокатоличку политику свог оца. Он се директно обратио папи Пију II тражећи од њега краљевски венац којим би учврстио како свој положај у земљи, тако и у односима са суседима позивајући се на све већу опасност од Османлија и указујући на то да је његова краљевина следећа на удару. Папа је удовољио његовим захтевима и противно примедбама краља Мађарске Матије Корвина да је краљ Босне de jure његов вазал, послао му је златни венац којим се Стефан новембра 1461. године у Јајцу овенчао за краља Босне у присуству све своје властеле. Међутим овај свечани чин није донео Стефану жељену корист, пошто је Корвин то тумачио као потез који је директно уперен против њега и његовог права због чега је наставио да ради против снажења краљевине Босне, док је Мехмед II (1451—1481) то тумачио као јасан сигнал да ће се Стефан свим својим снагама прикључити првом крсташком походу упереном против Османске империје, због чега је отпочео са припремама за коначни удар на краљевину Босну.
Под папиним посредовањем дошло је почетком 1462. године до закључења уговора између Матије и Стефана, према коме је Стефан и званично признао да је краљевина Босна вазална краљевина у склопу краљевине Мађарске, а том приликом се обавезао и да новчано потпомогне краља Матију у покушају да од светог римског цара Фридриха III (1440—1493) откупи венац светог Иштвана. Истовремено је Стефан прекинуо плаћање данка султану, пошто је у Цариграду већ донесена одлука о уништењу краљевине Босне, а сам краљ се надао да ће уз подршку папе и Матије Корвина бити у стању да одоли османлијском нападу.
Почетком 1463. године заједничко посланство краља Стефана и херцега Стефана Косаче отишло је у Дубровник, Венецију, Ватикан и код Скендер Бега, тражећи од њих помоћ у предстојећем сукобу са Османлијама које су већ у марту исте године отпочеле са упадима на просторе краљевине Босне и Косачине Херцеговине. Пошто никаква војна помоћ није пристигла ни са једне стране, у Цариград је током пролећа стигло посланство из краљевине Босне нудећи примирје на петнаест година. Османске паше су пристале на такав договор, да би већ после четири дана упутиле војску на краљевину Босну.

#### Пад краљевине Босне
Османлијски план за удар је био добро осмишљен, јер је прво заповедник Србије отпочео са мањим војним дејствима на граници са краљевином Мађарском, што је краљ Матија тумачио као најаву напада на њега пошто се ка простору данашње републике Србије кретала јака османлијска војска.
Војска коју је предводио лично Мехмед II је преко Сјенице и Дрине продрла у Босну и без муке сломила отпор последњих Павловића и Твртка Диничића који се без борбе предао позивајући се на петнаестогодишње примирје, али је на лицу места био погубљен по султановој наредби.Османлије су истовремено продрле и у источни део Херцеговине.Херцег Стефан се са породицом повукао у њен западни део, док је у источном делу неколико заповедника утврда покушало да пружи отпор одбијајући да се преда, али су на крају подлегли пред надмоћном освајачком војском. Султан је потом повео део војске на престони Бобовац, Махмуд-паша Анђеловић са 20.000 људи је кренуо на Јајце, док је трећи део војске оперисао по јужним ободима Панонске низије онемогућавајући Мађаре да пруже било какву војну помоћ краљу Стефану.
Мехмед II је за опсаду Бобовца спремио велику силу и доста артиљерије, јер је он важио за најјачи град у краљевини Босни који је одолео и српском цару Душану Силном (1331—1355), због чега се у њему чувао краљевски венац и ризница. Међутим после само три дана опсаде (20.05.), град је његов заповедник, кнез Радак, предао Османлијама. Радак је највероватније био поткупљен, а има тумачења да је као богумил то учинио из верске острашћености у Нотарасевом стилу да би пре видео турски турбан, него латинску митру. Одмах након предаје Бобовца, Радак је на лицу места по султановој наредби погубљен што је послало страховиту поруку осталој властели или се предајте без борбе или се поздравите са животом. Овај потез се показао као делотворан, јер се после тога Високо предало без борбе.
Мехмед Анђеловић је стигао под Јајце, где му је дојављено да се краљ Стефан склонио у утврђени Кључ. Отпочела је опсада утврде, али су истовремено текли и преговори о предаји града. После дужег отпора, краљ је пристао да крајем јуна преда град и потпише наредбу осталим заповедницима утврда да се предају, под условом да му се као у случају Смедерева омогући слободно напуштање града. Након што се град предао, Османлије су краља спровеле ка султану који се налазио под Јајцем.
Радивојева судбина није најјаснија, али се у изворима помиње да је заробљен у Звечају. Он је након тога погубљен са најстаријим сином Твртком, највероватније под Кључем
Сам краљ Стефан је доведен до Јајца, које се у међувремену предало Мехмеду II. Ту је он изведен пред султана који га није хтео ни погледати, већ га је одмах дао да му одруби глава означивши Анђеловићеву реч као ништавну. По његовој наредби су његов брат и сестра по оцу одведена у Цариград и преведени у ислам. После овога су и преостале утврде у краљевини Босни отвориле своје капије и предале се освајачима, чиме је краљевина Босна престала да постоји.

## Порекло и породица
Радивој је био ванбрачни син краљ Стефана Остоје са непознатом љубавницом. Поред њега, Стефан Остоја је имао још два сина:
- старијег и законитог сина и каснијег краља Стефана (1418—1421)
- млађег и ванбрачног сина и каснијег краља Томаша (претпоставља се да Радивој и Томаш имали исту мајку)

Он је био ожењен Катарином од Велике, која је припадала славонској племићкој породици и са њом је имао барем три сина:
- Твртка, који је погубљен заједно са њим
- Ђурђа, који се последњи пут у изворима јавља 1455. године
- Матију, који се последњи пут у изворима јавља 1465. године

## Породично стабло
|  |                               |  |  |  |  |  |  |  |  |  |  |  |  |  |  |  |
|  | 2. Остоја Котроманић          |  |  |  |  |  |  |  |  |  |  |  |  |  |  |  |
|  |                               |  |  |  |  |  |  |  |  |  |  |  |  |  |  |  |
|  |                               |  |  |  |  |  |  |  |  |  |  |  |  |  |  |  |
|  | 1. Радивој Остојић Котроманић |  |  |  |  |  |  |  |  |  |  |  |  |  |  |  |
|  |                               |  |  |  |  |  |  |  |  |  |  |  |  |  |  |  |
|  |                               |  |  |  |  |  |  |  |  |  |  |  |  |  |  |  |
|  | 3.                            |  |  |  |  |  |  |  |  |  |  |  |  |  |  |  |
|  |                               |  |  |  |  |  |  |  |  |  |  |  |  |  |  |  |
|  |                               |  |  |  |  |  |  |  |  |  |  |  |  |  |  |  |

### Примарни извори
- Константин из Островице, „Јаничарове успомене“

### Научни радови
- Fine, John Van Antwerp (1994). The Late Medieval Balkans: A Critical Survey from the Late Twelfth Century to the Ottoman Conquest. University of Michigan Press. ISBN 978-0-472-08260-5.
- Мргић, Јелена (2002). Доњи Краји: Крајина средњовековне Босне. Београд: Филозофски факултет.
- Мргић, Јелена (2008). Северна Босна: 13-16. век. Београд: Историјски институт.
- Ћирковић, Сима (1964). Историја средњовековне босанске државе. Београд: Српска књижевна задруга.
- Ћоровић, Владимир (1940). Хисторија Босне. Београд: Српска краљевска академија.
- Владимир Ћоровић, „Историја српскога народа“, Београд 2001. интернет издање (www.rastko.rs)
- Веселиновић, Андрија; Љушић, Радош (2001). Српске династије. Нови Сад. ISBN 978-86-83639-01-4.
- Medieval Lands:Bosnia and Herzegovina (језик: енглески)
- Грачанички Гласник:Нововјековна дипломатичка анализа (XIX и XX вијека) прве латинске исправе о граду Соколу код Грачанице (doc. dr. sci. Иван Балта)